# Hulua manga
Hulua manga là một loài nhện trong họ Toxopidae.
Loài này thuộc chi Hulua. Hulua manga được miêu tả năm 1973 bởi Raymond Robert Forster & Wilton.